# 倫德城 (伊利諾伊州)
倫德城（英語：Rend City）是位於美國伊利諾伊州富蘭克林縣的一個非建制地區。該地的面積和人口皆未知。

## 地理
倫德城的座標為38°01′37″N 88°59′25″W / 38.02694°N 88.99028°W，而該地的平均海拔高度為125米（即410英尺）。